# گئورگ بوداغیان
گئورگ یرواندی بوداغیان (ارمنی: Գևորգ Երվանդի Բուդաղյան؛  زادهٔ ۴ اکتبر ۱۸۹۹ درگذشته ۱۱ آوریل ۱۹۷۸) رهبر، آهنگساز و آموزگار موسیقی اهل ارمنستان بود.

## زندگی‌نامه
وی در ۱۶ اکتبر [سبک قدیمی: ۴ اکتبر] ۱۸۹۹ در باکو به دنیا آمد و از کنسرواتوار دولتی چایکوفسکی مسکو (۱۹۲۹) فارغ‌التحصیل گشت. وی همچنین برنده جوایزی همچون هنرمند مردمی ارمنستان شوروی (۱۹۵۴) نشان برجسته افتخار شد. وی در ۱۱ آوریل ۱۹۷۸ در ۷۹ سن سالگی در ایروان درگذشت.

## نگارخانه

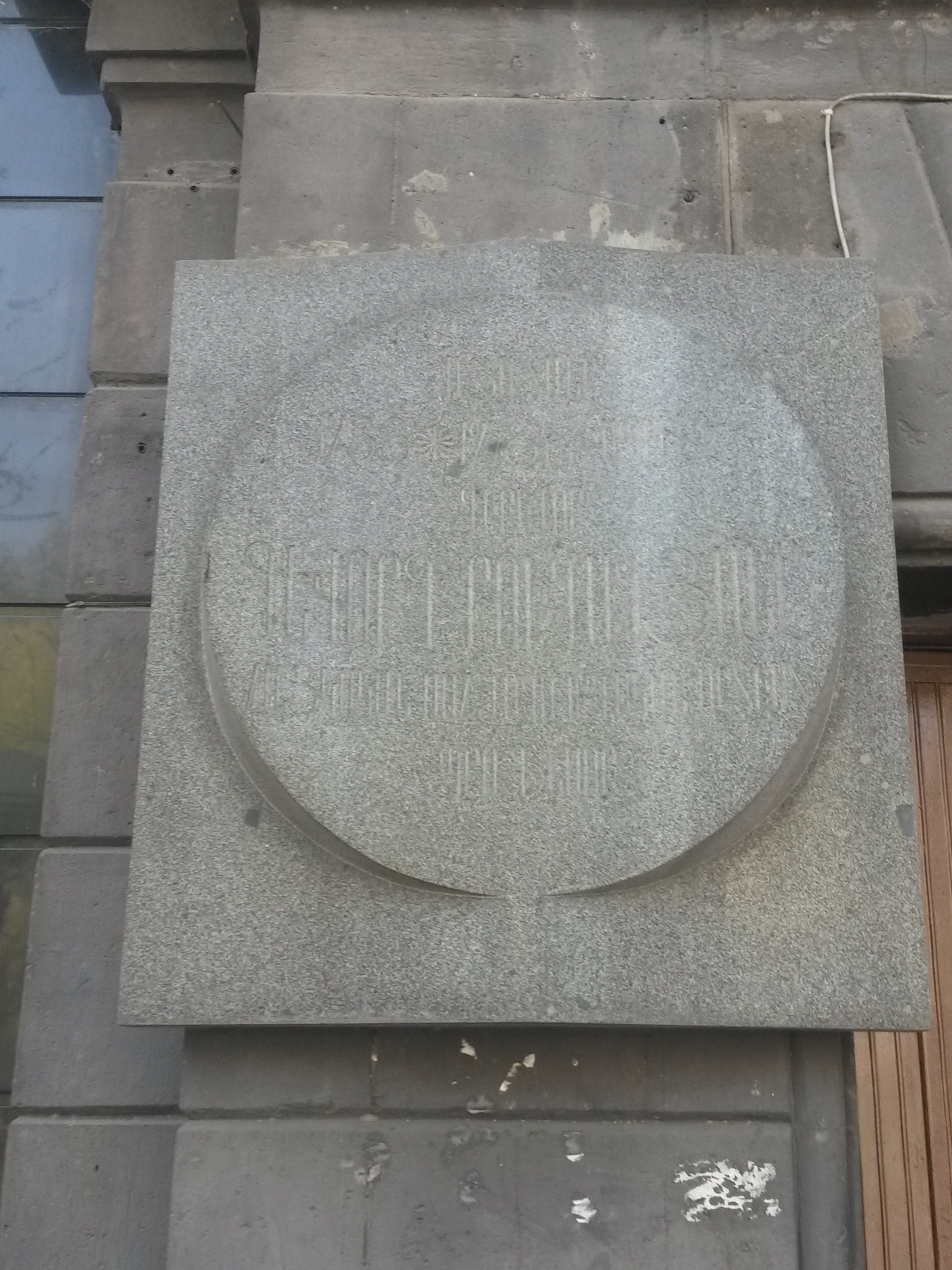